# 照櫻弘行
照櫻 弘行（てるざくら ひろゆき、1947年12月5日 - ）は、大阪府箕面市箕面出身で伊勢ヶ濱部屋に所属した大相撲力士。本名は尾崎 弘行（おざき ひろゆき）。最高位は西前頭7枚目（1970年9月場所）。現役当時の体格は183cm、114kg。得意手は左四つ、寄り、突き、押し。

## 来歴・人物
柔道部で活躍していた天理高等学校を2年生途中で中退後に伊勢ヶ濱部屋へ入門し、1964年5月、16歳で初土俵。同年7月場所にて、「照桜」の四股名で序ノ口に付いた。
その後は比較的順調に出世し、1969年9月場所で十両に昇進。その後、1970年7月場所で入幕を果たした。
しかし、幕内では立合いに付いて行けずなかなか自分の相撲を取らせてもらえなかったために苦戦し、幕内在位は通算5場所に終わっている。
以降は糖尿病の悪化もあり一時幕下まで陥落したが盛り返し、十両2枚目まで番付を戻すも、幕内への復帰はならなかった。
1975年7月場所後、再度幕下に陥落。
東幕下20枚目の地位で途中休場した1976年1月場所を最後に28歳で引退し、年寄・浦風を襲名した。
日本相撲協会では、地方場所部委員（大阪場所担当）、指導普及部委員などを歴任。また、伊勢ヶ濱部屋から桐山部屋→朝日山部屋と所属部屋を変え（いずれも、立浪・伊勢ヶ濱連合関連の部屋である）、2012年12月の停年退職まで長く後進の指導に当たった。
1997年に桐山部屋に入門し、三段目まで上がった西瀬川（※本名：原 功（はら いさお）、2005年に引退）は甥。ちなみに浦風親方が同部屋に移籍したのは、翌年（1998年）のことである。

## 主な成績・記録
- 通算成績：371勝352敗7休 勝率.513
- 幕内成績：34勝41敗 勝率.453
- 現役在位：70場所
- 幕内在位：5場所
- 各段優勝
  - 序二段優勝：1回（1964年9月場所）

### 場所別成績
| | 一月場所 初場所（東京） | 三月場所 春場所（大阪） | 五月場所 夏場所（東京） | 七月場所 名古屋場所（愛知） | 九月場所 秋場所（東京） | 十一月場所 九州場所（福岡） |
| --- | ----------------------- | ----------------------- | ----------------------- | --------------------------- | ----------------------- | --------------------------- |
| 1964年 （昭和39年） | x                       | x                       | （前相撲）              | 西序ノ口10枚目 6–1          | 西序二段66枚目 優勝 7–0 | 東三段目35枚目 3–4          |
| 1965年 （昭和40年） | 東三段目41枚目 4–3      | 東三段目27枚目 4–3      | 西三段目20枚目 4–3      | 東三段目6枚目 5–2           | 西幕下83枚目 3–4        | 東幕下93枚目 4–3            |
| 1966年 （昭和41年） | 東幕下83枚目 5–2        | 東幕下63枚目 2–5        | 西幕下81枚目 4–3        | 西幕下71枚目 3–4            | 東幕下81枚目 6–1        | 西幕下46枚目 6–1            |
| 1967年 （昭和42年） | 西幕下24枚目 3–4        | 西幕下27枚目 5–2        | 東幕下24枚目 3–4        | 東幕下26枚目 3–4            | 西幕下32枚目 5–2        | 東幕下19枚目 4–3            |
| 1968年 （昭和43年） | 東幕下14枚目 2–5        | 東幕下31枚目 5–2        | 東幕下21枚目 4–3        | 西幕下15枚目 5–2            | 東幕下8枚目 3–4         | 西幕下10枚目 5–2            |
| 1969年 （昭和44年） | 西幕下4枚目 3–4         | 東幕下7枚目 4–3         | 東幕下4枚目 5–2         | 東幕下筆頭 4–3              | 西十両12枚目 9–6        | 西十両9枚目 9–6             |
| 1970年 （昭和45年） | 東十両4枚目 8–7         | 東十両筆頭 5–10         | 西十両4枚目 10–5        | 東前頭13枚目 8–7            | 西前頭7枚目 6–9         | 東前頭10枚目 7–8            |
| 1971年 （昭和46年） | 東十両筆頭 8–7          | 東前頭12枚目 9–6        | 西前頭8枚目 4–11        | 西十両3枚目 6–9             | 西十両6枚目 1–12–2      | 東幕下8枚目 1–6             |
| 1972年 （昭和47年） | 西幕下29枚目 4–3        | 西幕下25枚目 5–2        | 東幕下15枚目 5–2        | 東幕下7枚目 5–2             | 西幕下筆頭 5–2          | 東十両11枚目 8–7            |
| 1973年 （昭和48年） | 東十両9枚目 10–5        | 東十両2枚目 6–9         | 西十両5枚目 8–7         | 西十両3枚目 6–9             | 東十両8枚目 8–7         | 西十両6枚目 7–8             |
| 1974年 （昭和49年） | 東十両8枚目 8–7         | 東十両5枚目 6–9         | 東十両8枚目 8–7         | 西十両6枚目 6–9             | 東十両9枚目 8–7         | 東十両7枚目 7–8             |
| 1975年 （昭和50年） | 西十両9枚目 8–7         | 東十両8枚目 7–8         | 西十両10枚目 8–7        | 東十両8枚目 2–13            | 西幕下8枚目 4–3         | 東幕下6枚目 2–5             |
| 1976年 （昭和51年） | 東幕下20枚目 引退 0–2–5 | x                       | x                       | x                           | x                       | x                           |
| 各欄の数字は、「勝ち-負け-休場」を示す。 優勝 引退 休場 十両 幕下 三賞：敢=敢闘賞、殊=殊勲賞、技=技能賞 その他：★=金星 番付階級：幕内 - 十両 - 幕下 - 三段目 - 序二段 - 序ノ口 幕内序列：横綱 - 大関 - 関脇 - 小結 - 前頭（「#数字」は各位内の序列） |                         |                         |                         |                             |                         |                             |

### 幕内対戦成績
| 力士名 | 勝数 | 負数 | 力士名 | 勝数 | 負数 | 力士名 | 勝数 | 負数 | 力士名   | 勝数 | 負数 |
| ------ | ---- | ---- | ------ | ---- | ---- | ------ | ---- | ---- | -------- | ---- | ---- |
| 旭國   | 0    | 1    | 黒姫山 | 1    | 1    | 高鉄山 | 2    | 1    | 金剛     | 2    | 2    |
| 白田山 | 1    | 1    | 錦洋   | 1    | 1    | 大雪   | 2    | 2    | 大雄     | 3    | 2    |
| 貴ノ花 | 1    | 0    | 高見山 | 1    | 0    | 時葉山 | 3    | 1    | 栃東     | 2    | 3    |
| 栃勇   | 1    | 2    | 栃王山 | 2    | 3    | 栃富士 | 1    | 0    | 羽黒岩   | 0    | 2    |
| 長谷川 | 0    | 1    | 二子岳 | 0    | 3    | 増位山 | 1    | 2    | 三重ノ海 | 0    | 2    |
| 陸奥嵐 | 0    | 1    | 吉王山 | 0    | 1    | 義ノ花 | 0    | 3    | 琉王     | 1    | 0    |
| 龍虎   | 0    | 1    | 若浪   | 1    | 1    |        |      |      |          |      |      |

## 改名歴
- 照桜 弘行（てるざくら ひろゆき）1964年7月場所-1965年7月場所
- 照櫻 弘行（同上）1965年9月場所-1971年9月場所、1972年11月場所-1976年1月場所
- 尾崎 弘行（おざき -）1971年11月場所-1972年9月場所

## 年寄変遷
- 浦風 弘行（うらかぜ ひろゆき）1976年1月-2012年12月